# Phyllophaga prunina
Phyllophaga prunina är en skalbaggsart som beskrevs av Leconte 1856. Phyllophaga prunina ingår i släktet Phyllophaga och familjen Melolonthidae. Inga underarter finns listade i Catalogue of Life.